# Keewatin (Schiff)
Die Keewatin ist ein Passagierschiff für den Einsatz auf den Großen Seen, das 1908 für die kanadische Reederei Canadian Pacific Steamships in Dienst gestellt wurde. Das Schiff blieb bis 1965 in Dienst und wurde anschließend als Museumsschiff in Michigan genutzt, ehe es 2012 wieder nach Kanada zurückkehrte und dort seither besichtigt werden kann. Die Keewatin ist das letzte noch existierende Linienpassagierschiff der sogenannten Edwardischen Epoche.

## Geschichte

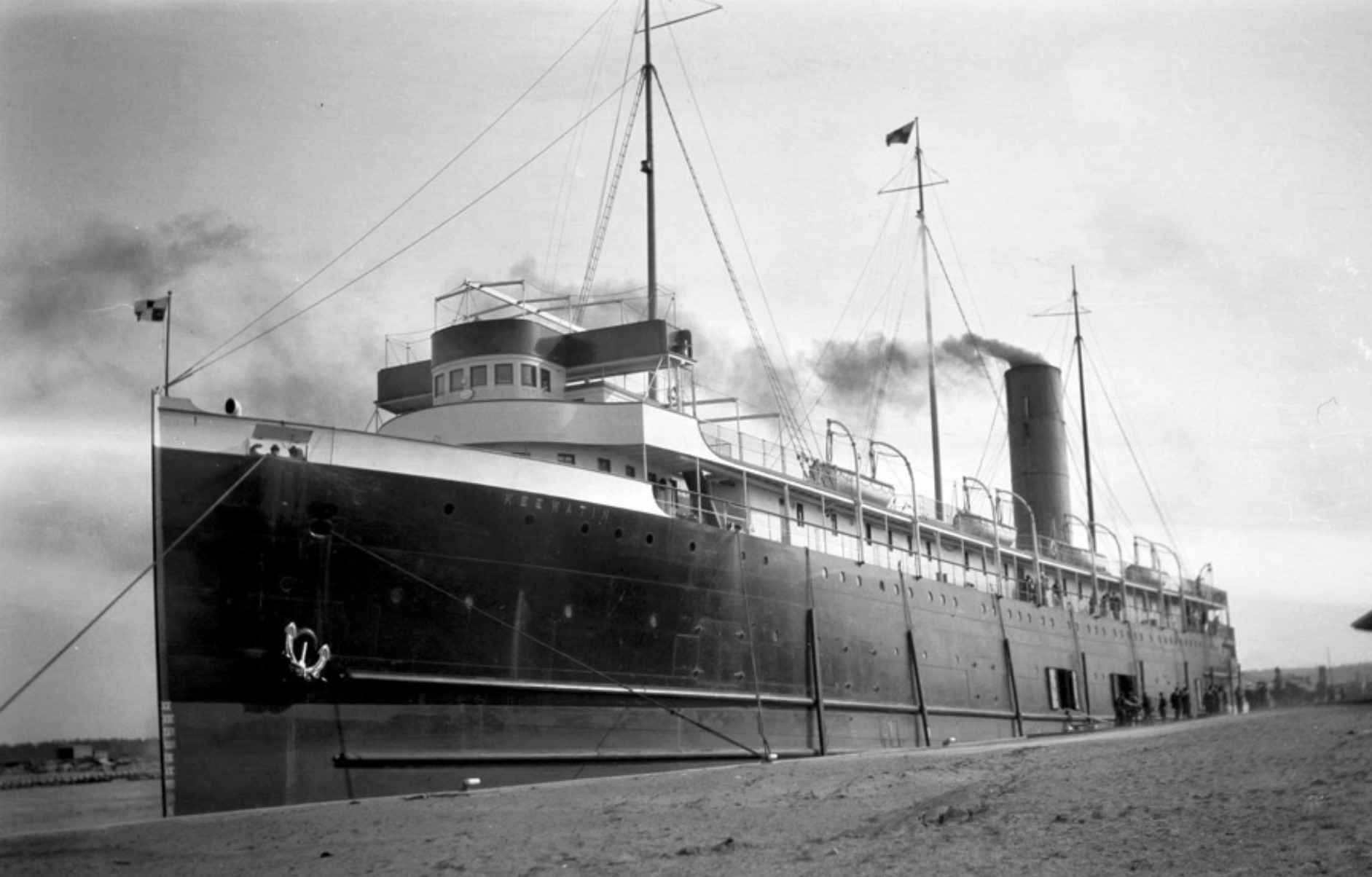
Die Keewatin ca. 1920

Die Keewatin wurde bei Fairfield Shipbuilders in Govan gebaut und am 6. Juli 1907 vom Stapel gelassen. Am 14. September 1907 fand die Übernahme durch die kanadische Reederei Canadian Pacific Steamships statt. Durch die lange Überführungsfahrt von Schottland bis nach Montreal wurde das Schiff jedoch erst am 7. Oktober 1908 auf der Strecke nach Owen Sound in Dienst gestellt.
1912 wechselte die Keewatin auf die Strecke nach Port McNicoll, nachdem der dortige Hafen zu einer Art Drehkreuz für die Passagierschifffahrt auf den Großen Seen geworden war.
Seit den 1930ern sanken die Passagierzahlen der Schiffe auf den Großen Seen. Das Unglück auf der Noronic im September 1949 verstärkte diesen Trend. Die Keewatin war eines der letzten noch in Dienst stehenden Schiffe ihrer Art und wurde erst am 29. November 1965 nach 47 Dienstjahren auf den Großen Seen ausgemustert.
Nach knapp zwei Jahren Aufliegezeit wurde das Schiff im Januar 1967 von einem in Michigan ansässigen Geschäftsmann für 37.000 US-Dollar erworben und im Juni in die Kleinstadt Douglas geschleppt, wo es nach einer Renovierung 1968 als Museumsschiff eröffnete.

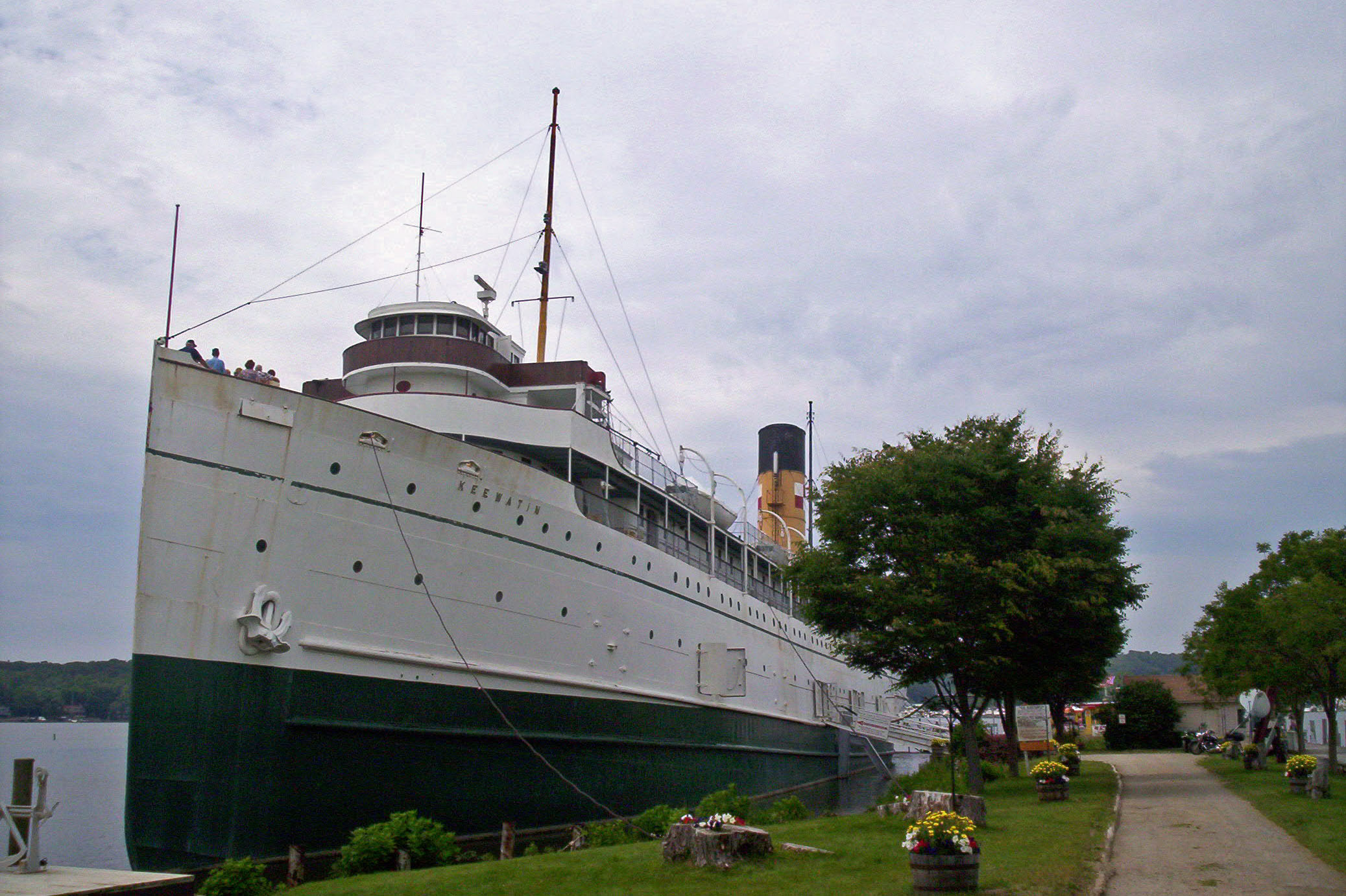
Die Keewatin in Douglas, Februar 2007

Die Keewatin verbrachte mehr als vierzig Jahre in Douglas, ehe sie im August 2011 an einen kanadischen Investor verkauft wurde. Am 31. Mai 2012 wurde das Schiff aus dem Hafen von Douglas gebracht, um außerhalb der Stadt für die Schleppreise nach Kanada vorbereitet zu werden. Am 4. Juni legte die Keewatin einen Zwischenstopp in Mackinaw City ein, ehe sie am 23. Juni ihren Zielort Port McNicoll erreichte. Die Ankunft des Schiffes wurde mit einem Fest im Hafen der Kleinstadt gefeiert. 
Im Mai 2023 verließ die Keewatin abermals ihren Liegeplatz, um fortan als Teil des Great Lakes Museum in Kingston ausgestellt zu werden. Im Mai 2024 wurde das Schiff an seinem neuen Liegeplatz wieder für Besucher geöffnet.
Die mittlerweile unter Denkmalschutz stehende Keewatin wird seitdem als Museumsschiff genutzt und ist das letzte noch existierende Linienpassagierschiff der Edwardischen Epoche, der unter anderem auch die Mauretania, Olympic oder die Titanic angehörten.

## Schwesterschiff
Das baugleiche Schwesterschiff Assiniboia gehörte wie die Keewatin zu den letzten aktiven Linienpassagierschiffen auf den Großen Seen und sollte nach seiner Ausmusterung im Jahre 1965 ebenfalls zu einem Museumsschiff umgerüstet werden, brannte jedoch 1971 komplett aus und wurde daraufhin abgewrackt.